# Geschäftsführung (Österreich)
Unter Geschäftsführung (oder Geschäftsleitung) versteht man im Gesellschaftsrecht in Österreich, ähnlich wie im Recht der Bundesrepublik Deutschland, eine oder mehrere natürliche Personen, die bei Unternehmen oder sonstigen Personenvereinigungen mit der Führung der Geschäfte betraut sind und die Gesellschaft als Organ gerichtlich und außergerichtlich organschaftlich vertreten. Auch die Tätigkeit von Geschäftsführern heißt Geschäftsführung.

## Gesellschaftsrecht
Aufgabe des Geschäftsführers einer Gesellschaft ist es, laufend für die Gesellschaft zu handeln (z. B. Verträge abzuschließen). Der oder die Geschäftsführer führen die Gesellschaftsgeschäfte im Innenverhältnis der Gesellschaft und vertreten außerdem die Gesellschaft im Außenverhältnis. Näheres regelt für Kapitalgesellschaften das UGB (Unternehmensgesetzbuch)  bzw. für den Spezialfall der GmbH das Gesetz über Gesellschaften mit beschränkter Haftung. Ein Gesellschafter kann zugleich Geschäftsführer sein. Es können auch Personen für die Geschäftsführung bestellt werden, die keine Gesellschafter der GmbH sind.

## Geschäftsführung ohne Auftrag
Das Zivilrecht kennt wie in Deutschland das Konstrukt einer Geschäftsführung ohne Auftrag (GoA). Sie liegt vor, wenn jemand (der Geschäftsführer) ein Geschäft für den Geschäftsherrn führt, ohne hierzu beauftragt zu sein. § 1035 ABGB legt zwar fest, dass man sich ohne Geschäftsführungsbefugnis „der Regel nach [d. h. grundsätzlich im juristischen Sinne] ... in das Geschäft eines andern nicht mengen“ darf, sieht aber Ausnahmen im Notfall zur Abwendung eines bevorstehenden Schadens (§ 1036 ABGB) oder zum Nutzen eines andern (§ 1037 ABGB).